# Engin Atsür
Engin Atsür, né le 2 avril 1984 à Istanbul, en Turquie, est un joueur turc de basket-ball. Il évolue aux postes de meneur et d'arrière.

## Palmarès
- Champion de Turquie 2009 (Efes Pilsen), 2011 (Fenerbahçe Ülker), 2013 (Galatasaray)
- Vainqueur de la coupe de Turquie 2009 (Efes Pilsen), 2011 (Fenerbahçe Ülker)